# Playa Paraíso
Playa Paraíso is een kustplaats in de gemeente Adeje, Tenerife, met 2321 inwoners (2009). De badplaats is onderdeel van Costa Adeje. 

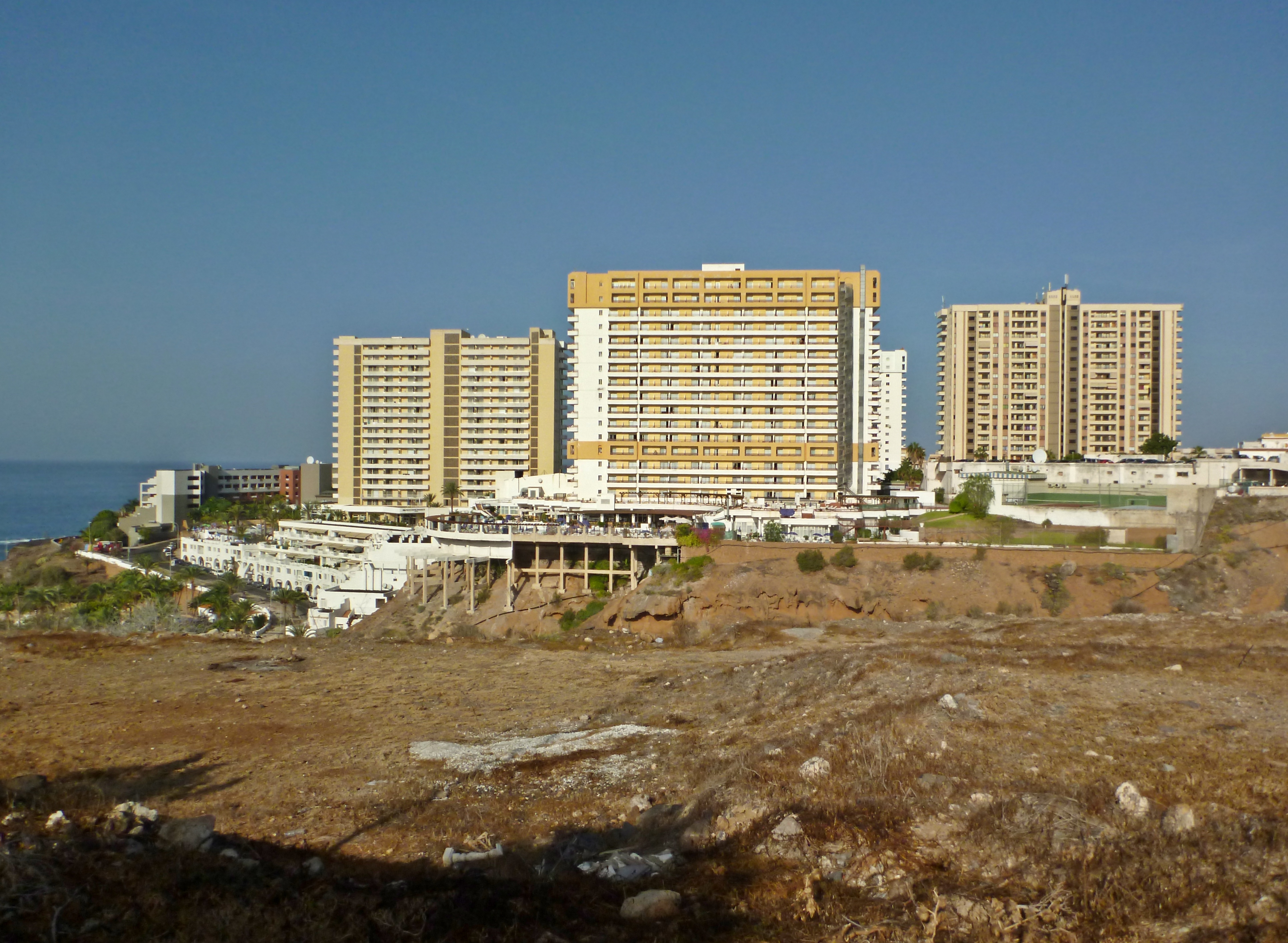
Hotels in Playa de Paraíso